# F5 Networks
F5 Networks, Inc. (NASDAQ : FFIV) est une entreprise informatique américaine fondée en 1996 établie à Seattle qui commercialise des équipements réseau.

## Activités
Dans les années 1990, la société a produit l'un des premiers répartiteurs de charge.
Le produit phare de la société, BIG-IP était à l'origine un répartiteur de charge mais s'est vu doté de fonctions additionnelles comme le contrôle d'accès et la sécurité applicative. Des modules complémentaires permettent la compression des données, le filtrage d'e-mail et la gestion de la bande passante.
Selon Gartner, en 2011, F5 détient la majorité des parts de marché des Application Delivery Controller, les concurrents dans ce segment étant Cisco, Citrix Systems et Radware.

## Principaux actionnaires
Au 6 février 2020:
| The Vanguard Group                      | 10,8% |
| Highside Capital Management             | 6,58% |
| York Capital Management Global Advisors | 6,40% |
| Winslow Capital Management              | 5,64% |
| SSgA Funds Management                   | 5,07% |
| Eastbourne Capital Management           | 4,11% |
| Vulcan Value Partners                   | 4,01% |
| Renaissance Technologies                | 3,78% |
| Citadel Advisors                        | 3,33% |
| AQR Capital Management                  | 3,21% |

## Histoire
La société F5 Networks a annoncé le 11 mars 2019 qu'elle allait acheter pour 670 millions de dollars la société Nginx, dont le logiciel open source NGINX fait office de serveur web et de proxy inverse. L'acquisition devrait être effective dès le 2e trimestre de l'année 2019. La société Nginx devrait continuer d'être dirigée par Igor Sysoev, le concepteur et le développeur principal du logiciel.